# ویک، کیث‌نس
ویک (به انگلیسی: Wick) یک شهرک و شهرک سلطنتی در اسکاتلند است که در کیث‌نس هایلند واقع شده‌است. ویک ۷٬۳۳۳ نفر جمعیت دارد.

## خواهرخوانده
شهر Klaksvík خواهرخواندهٔ ویک، کیث‌نس هست.